# Как велит сердце (фильм)
«Как велит сердце» — советский художественный фильм, снятый в 1968 году режиссёром Борисом Кимягаровым на киностудии «Таджикфильм».
Премьера фильма состоялась 25 ноября 1968 года.

## Сюжет
Журнал «Советский экран» в № 19 за 1968 год писал о фильме:

Сложной теме посвящён новый фильм Таджикской студии «Как велит сердце» (сценарий М. Турсун-заде, И. Филимоновой и режиссера Б. Кимягарова). Эта тема-оценка своего жизненного пути, переоценка многих ценностей сильным, бескомпромиссным человеком, стоящим на пороге старости. И обострённое восприятие жизни, и жадность к ней, и ясное и печальное осознание своего возраста и своей слабости, и отношения с молодёжью, и спор со своими безнадёжно устаревшими, но ещё самонадеянными сверстниками — всё это обертонами входит в большую тему.
Тема настольно сложна, глубока, требует такой пристальности и тактичности, что, естественно, решаться она может только в фильме моносюжетном. В фильме, где добротным и глубоким должен быть сценарий. Где нельзя промахнуться в выборе основного актера.
И если со сценарием фильму, прямо скажем, не повезло, то необыкновенно повезло с главным героем, Ибрагимом Каримовым, которого играет блистательный актёр Лев Свердлин.
Герой Свердлина своим умом и человечностью, своей глубиной и мудростью, своей добротой и разнообразностью, всем тем, что может «домыслить» большой актёр на недостаточном материале, преодолевает схематизм и сюжетные шаблоны сценария. Близко по задачам и прекрасным результатам исполнение Татьяной Пельтцер роли старого друга Каримова, его секретаря Лидии Фёдоровны. Актриса наделила эпизодический образ своей человеческой значительностью и душевным теплом.

Герой Свердлина — поистине живой, зримый, понятный человек. Именно потому, что, продумав свою жизнь, он решает, что в чём-то устарел, и добровольно уступает место молодому специалисту. Ещё незрелому, хотя и смелому человеку. С высот мудрой старости оглядывает герой Свердлина жизнь. И поступает согласно велениям сердца — больного, но честного и великодушного. Мы застаём его в нелегкий момент. Болезнь. Мучительные раздумья над своим местом в жизни. Разлад в семье — несчастье с молоденькой дочерью, обесчещенной тем самым молодым специалистом. Впору сломаться человеку несильному. Впору сломаться и несильному актёру над сложностями этой роли. Лев Свердлин с честью выходит из испытаний профессиональных и выводит своего героя из испытаний человеческих. Нигде не скатываясь к «голубеньким» краскам, он вместе с тем играет человека удивительно благородного и сильного, человека, который во всём может служить примером — и молодым и своим сверстникам.— В.Денисов. Журнал "Советский Экран ", №19 , 1968

## В ролях
- Лев Свердлин — Ибрагим Каримов, районный агроном
- Мухаммеджан Касымов — Саидов
- Светлана Норбаева — Хайри
- Туган Реджиметов — Тимур
- Марьям Исаева — Лутфия
- Татьяна Пельтцер — Лидия Фёдоровна
- Бимболат (Бибо) Ватаев — Шараф
- Арина Алейникова — Лена
- Зухра Хасанова — Азиза
- Наби Рахимов — чайханщик
- Гурминдж Завкибеков — шофер

## Съёмочная группа
- Режиссер: Борис Ариевич Кимягаров
- Сценаристы: Борис Ариевич Кимягаров, Мирзо Турсун-заде, Зинаида Филимонова
- Оператор: Александр Панасюк
- Композитор: Фаттох Одинаев
- Художник: Хусейн Бакаев